# Thaumantis hainana
Thaumantis hainana är en fjärilsart som beskrevs av Crowley 1900. Thaumantis hainana ingår i släktet Thaumantis och familjen praktfjärilar. Inga underarter finns listade i Catalogue of Life.